# Психо (постер)

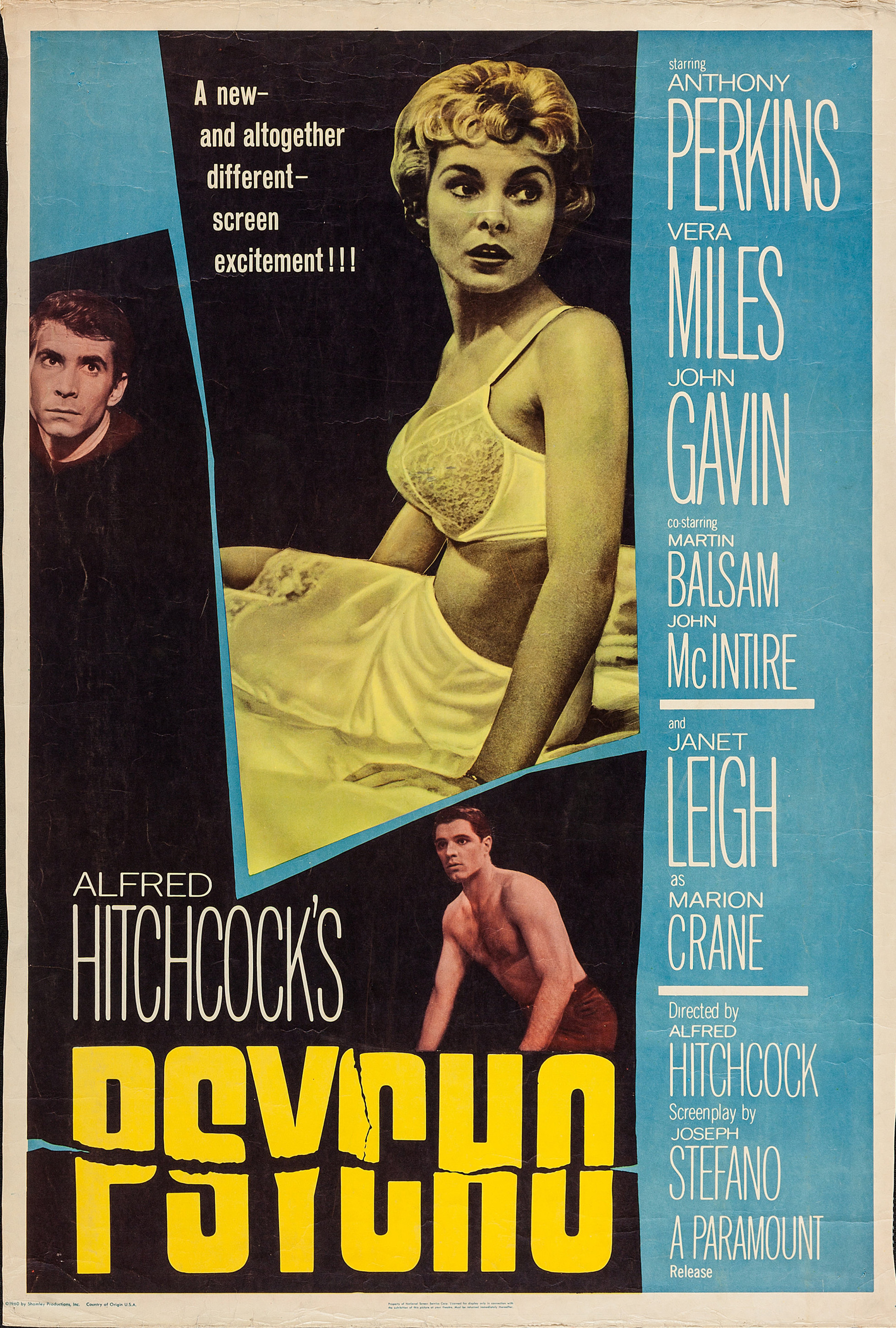
Макарио Гомес Кибус. Рекламный плакат фильма «Психо»

«Психо» — рекламный постер, созданный испанским киноплакатистом Макарио Гомесом Кибусом для продвижения триллера режиссёра Альфреда Хичкока «Психо», вышедшего на экраны в 1960 году. В качестве фотографий трёх главных актёров использовались работы Бада Фрейкера. Графический дизайн шрифта создал художник Тони Палладино.

## Создание

### Предыстория
В основу 47-го фильма «мастера саспенса», получившего название «Психо», положена история реального маньяка из штата Висконсин Эда Гина, на основе которой Роберт Блох написал роман «Психоз». В целом фильм соответствует содержанию литературного источника. По сюжету картины, чтобы начать новую жизнь со своим любовником Сэмом Лумисом (Джон Гэвин), Мэрион Крэйн (Джанет Ли) похищает крупную сумму денег из своей фирмы и останавливается в мотеле. Она принимает решение вернуть деньги владельцу, после чего раздевается и идёт в душ, где её убивает неизвестная с ножом, выглядящая как пожилая женщина. Впоследствии выясняется, что к этой смерти, а также ряду других, причастен владелец мотеля Норман Бейтс (Энтони Перкинс), переодевшийся своей матерью, убитой им ранее. Эту серию убийств маньяк совершил, так как в нём уживалось две личности: его и матери, постепенно становившейся доминирующей, особенно при знакомстве с женщинами.
Основная часть съёмок фильма прошла в декабре 1959 года. В его создании активное участие принимал Сол Басс — графический дизайнер, киноплакатист. Для «Психо» он также разработал ставшие впоследствии знаменитыми «полосные» титры. Басс успел поработать с Хичкоком над фильмами «Головокружение» (1958) и «К северу через северо-запад» (1959), после чего был приглашён к работе над «Психо» в качестве «консультанта по живописи» и «консультанта по изображению» (pictorial consultant); ему было поручено создание раскадровок нескольких ключевых сцен (сцена в душе, убийство Арбогаста).

### Создание
Так как фильм был снят на деньги Хичкока и ему пророчили провал в прокате, режиссёр тщательно отнёсся к рекламной кампании, ставшей во многих отношениях новаторской, одной из самых известных в истории кино. Считается, что режиссёр тщательно изучил рекламу фильма французского режиссёра Анри-Жоржа Клузо «Дьяволицы» (1954), оказавшего некоторое влияние и на сам фильм Хичкока. Если на плакате предназначенном для европейского рынка были представлены «тревожные графические мотивы», то американский вариант получился более лаконичным и напористым. На нём показана испуганная Вера Клузо в образе Кристины Деласаль, одетая в одну ночную сорочку.
Для продвижения фильма было выпущено три рекламных трейлера, снятых 28, 29 января и 1 февраля 1960 года специалистом по спецэффектам Рексом Уимпи. Для печатной рекламы был приглашён фотограф Бад Фрейкер (Bud Fraker), который сделал несколько «смелых» снимков Джанет Ли, одетой в белые бюстгальтер и нижнюю юбку, а также Джона Гэвина, обнажённого по пояс. По оценке Стивена Ребелло, эти фотографии «нарочито низкопробного качества, монохромные, выполненные в жёлтом и оранжевом цветах» имели новаторский характер, так как бросили вызов цензурным ограничениям и стали первыми откровенными, «с намёком», фотографиями в голливудской рекламе. При создании киноплаката режиссёр отказался от привычных голливудских приёмов. Так, если в его время в рекламных роликах и печатной продукции использовался дизайн тех же самых титров, что и собственно в фильме, то он решил пойти другим путём. Для этого он отказался услуг от Басса, что шрифт-дизайнер Гарольд Адлер (Harold Adler) объяснил следующим образом: «Сол любил высокий тонкий шрифт, который выглядел очень стильно в напечатанном виде, но был недостаточно внятным и порой трудночитаемым». Ещё одним объяснением может быть провал снятого за два года до этого фильма «Головокружение» (1958), для рекламы которого «малопонятный» для зрителя постер создал Басс. Для оформления плаката к «Психо» Хичкок пригласил художника Тони Палладино (Tony Palladino). В его исполнении название картины смотрелось более «эффектно», а буквы стали толще и приобрели «расколотый» вид. Оформлением постера занимался выдающийся испанский (каталонский) киноплакатист Макарио Гомес Кибус за свою продолжительную карьеру причастный к созданию большого количества рекламной продукции для голливудских фильмов: «Зуд седьмого года» (1955), «Пока город спит» (1956), «Десять заповедей» (1956), «Пистолет в левой руке» (1958), «Мумия» (1959), Кармен из Ронды" (1959), «В джазе только девушки» (1959), «Эль Сид» (1961), «Из России с любовью» (1963), «На несколько долларов больше» (1965), «Доктор Живаго» (1965), «Первая полоса» (1974).

### Описание

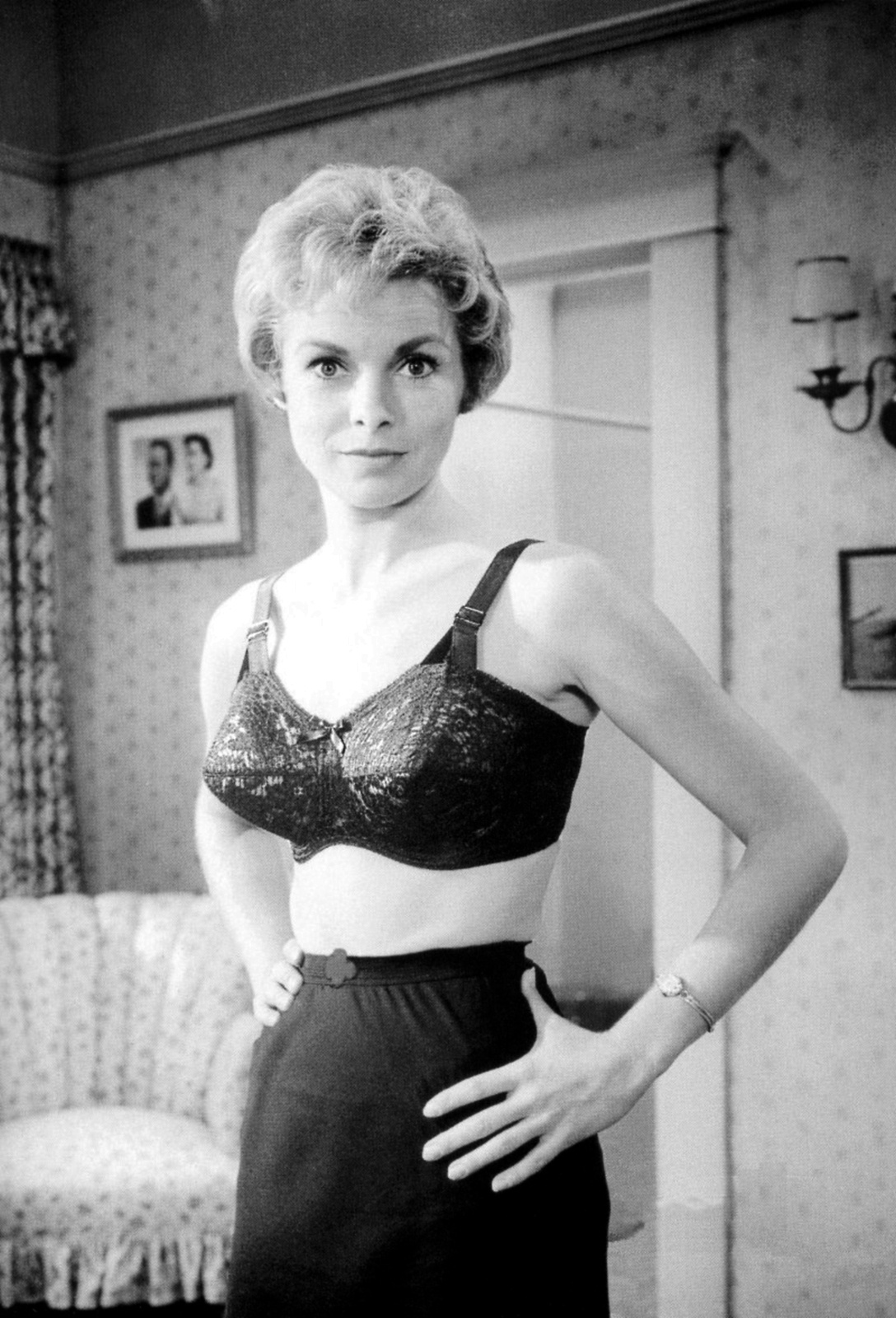
Джанет Ли в образе Мэрион Крейн в чёрном бюстгальтере. Противопоставление белого и чёрного цвета занимает важное значение в символике фильма

Плакат разделён на несколько неравных частей. В левом нижнем углу находятся «расколотые» жёлтые буквы, образующие название фильма (Psycho). По оценке Ребелло, «дроблёный, таблоидный» вид графической рекламы находится в полной гармонии с «резким, неровным» визуальным стилем триллера. На фоне голубой вертикали, находящейся справа, белыми буквами представлены исполнители главных ролей (Энтони Перкинс, Джанет Ли, Вера Майлз, Джон Гэвин, Мартин Болсам, Джон Макинтайр), режиссёр Хичкок и автор окончательного варианта сценария Джозеф Стефано. Звёздный статус Ли подчёркивается указанием на её роль — Мэрион Крейн. Её фото находится на чёрном фоне (как Нормана и Сэма) в центре плаката. Девушка напряжённо смотрит вдаль, задумчиво повернув голову. Она сидит на светлой постели, её ноги сомкнуты, а руки опираются на кровать. На ней только белый бюстгальтер и нижняя юбка: такой цвет символизирует чистоту, ещё не отягощённую преступлением, что отсылает к сюжету картины. В любовной сцене в самом начале фильма девушка появляется в белом нижнем белье, а после того как похищает деньги — в чёрном. Слева на уровне её головы помещён широко использовавшийся в рекламе слоган A new — and altogether different — screen excitement!!! (букв. «Новое — и совершенно иное — волнение от просмотра!!!», вариант «Захватывающий — небывалым образом — фильм»). Ниже Мэрион находится небольшая фотография её любовника Сэма. Мужественность его мускулистой фигуры подчёркивается тем, что он обнажён по пояс. В крайней части слева на чёрном фоне представлена фотография головы Нормана. Американский культуролог Кэрол Дж. Кловер в статье «Её тело, он сам: гендер в слэшерах», отмечая, что постер к «Психо» является «классическим», писал, что в нём отражена основная характеристика Мэрион Крейн — «сексуальная трансгрессия». Это качество героини стало расхожим в слэшерах, предтечей которых является фильм Хичкока. На плакате, по наблюдению исследователя, персонаж Джанет Ли запечатлена с «недоумевающим выражением лица, в бюстгальтере и трусах, оглядывающуюся назад, как будто специально подчёркивая грудь». Если исходить из того, что основная функция рекламной продукции — отобразить в одной картинке главное содержание фильма, то это удалось: «Грудь — вот о чём фильм „Психо“», — подытожил свой анализ Кловер.